# ستيوارت بوين
ستيوارت بوين (بالإنجليزية: Stuart Bowen)‏ هو محامي وضابط أمريكي، ولد في 24 مارس 1958 شغل منصب المفتش العام لإعادة إعمار العراق من أكتوبر 2004 إلى أكتوبر 2013. وقد شغل سابقاً منصب المفتش العام لسلطة التحالف المؤقتة، وهو المنصب الذي تم تعيينه فيه في كانون الثاني/يناير 2004. وتشمل مهمة السيد بوين ضمان الإشراف الفعال على مبلغ 63 مليار دولار المخصص لإغاثة وإعادة إعمار العراق.

## وصلات خارجية
- ستيوارت بوين على موقع إن إن دي بي (الإنجليزية)